# Anno internazionale della chimica

Logo

L'anno internazionale della chimica (International Year of Chemistry o anche IYC) è il termine con il quale è stato indicato il 2011 dall'ONU ed è stato dichiarato per celebrare le conquiste della chimica e il suo contributo al miglioramento delle condizioni di vita dell'umanità.
L'evento è sotto la responsabilità dell'UNESCO e della IUPAC.

## L'idea
La proposta di istituire l'anno internazionale della chimica è arrivata dall'Etiopia che ha proposto una risoluzione all'ONU e che nel 2007 ha trovato l'appoggio della IUPAC e poco dopo anche quello dell'UNESCO. Infine nel 2008 l'assemblea generale delle Nazioni Unite, nel corso della sua sessantatreesima sessione, ha adottato la risoluzione, proclamando il 2011 "Anno Internazionale della Chimica".

## Tema
Chemistry - our life, our future (in italiano: Chimica - la nostra vita, il nostro futuro) è il motto con il quale l'evento si presenta e che costituisce il tema che lega tutte le manifestazioni organizzate nel mondo per l'occasione.

## Eventi
Per l'anno della chimica, gli eventi nei vari paesi del mondo verranno organizzati dalle società chimiche nazionali come l'American Chemical Society, la Royal Society of Chemistry e da loro federazioni come la European Association for Chemical and Molecular Sciences. Una lista completa di eventi come esposizioni, conferenze, congressi, simposi, esposizioni d'arte e altro ancora è disponibile sul sito internazionale dell'evento.

## L'anno della chimica in Italia
In Italia l'evento sarà coordinato dal Ministero dell'Istruzione, dell'Università e della Ricerca, Società chimica italiana e Federchimica e verrà lanciato ufficialmente da un convegno inaugurale che si svolgerà a Roma nel mese di marzo. Anche in Italia sono previsti una serie di iniziative legate all'evento. Nel mese di ottobre 2011 sarà celebrata anche la settimana della chimica. Per l'importanza dell'anno internazionale della chimica si è deciso anche di spostare la tradizionale iniziativa di Federchimica denominata "Fabbriche aperte" dal periodo autunnale al mese di maggio.